# Lois Curfman McInnes
Lois Virginia Curfman McInnes é uma matemática estadunidense que trabalha como cientista computacional sênior no Argonne National Laboratory, onde trabalha com a solução numérica de equações diferenciais parciais não-lineares para aplicações científicas.

## Formação e carreira
McInnes graduou-se em 1988 no Muhlenberg College em matemática e física. Obteve um doutorado em matemática aplicada em 1993 na Universidade da Virgínia, com a tese Solution of Convective-Diffusive Flow Problems with Newton-Like Methods, orientada por James McDonough Ortega. Foi catedrática do SIAM Activity Group on Computational Science and Engineering em 2015–2016.

## Reconhecimento
Recebeu o Prêmio Ernest Orlando Lawrence do Office of Science do Departamento de Energia dos Estados Unidos (DOE) em 2011. Juntamente com os co-desenvolvedores do Portable, Extensible Toolkit for Scientific Computation foi agraciada em 2015 com o SIAM/ACM Prize in Computational Science and Engineering. Foi eleita fellow da Society for Industrial and Applied Mathematics (SIAM) em 2017, "for contributions to scalable numerical algorithms and software libraries for solving large-scale scientific and engineering problems".